# 실라 행콕
실라 행콕(영어: Sheila Hancock, CBE, 1933년 2월 22일 ~ )은 영국의 배우이다.
아일오브와이트주의 블랙갱(Blackgang) 마을에서 태어나 왕립연극학교(RADA)를 졸업했다.
《Entertaining Mr Sloane》으로 1966년 토니상을 받았으며, 2007년에는 《카바레》로 로런스 올리비에상을 받았다. BAFTA 여우주연상 후보로 2회 지명(2002, 2003)되기도 했다.
2007년부터 2012년까지 포츠머스 대학교(University of Portsmouth) 총장을 지냈다.

## 서훈
- 1974년 대영 제국 훈장 4등급(OBE)[1]
- 2011년 대영 제국 훈장 3등급(CBE)[2]